# 和光検車区
和光検車区（わこうけんしゃく）は、埼玉県和光市にある、東京地下鉄（東京メトロ）の車両基地。東京メトロの車両基地としては唯一、埼玉県に立地する。有楽町線・副都心線用の車両が所属している。

## 概要

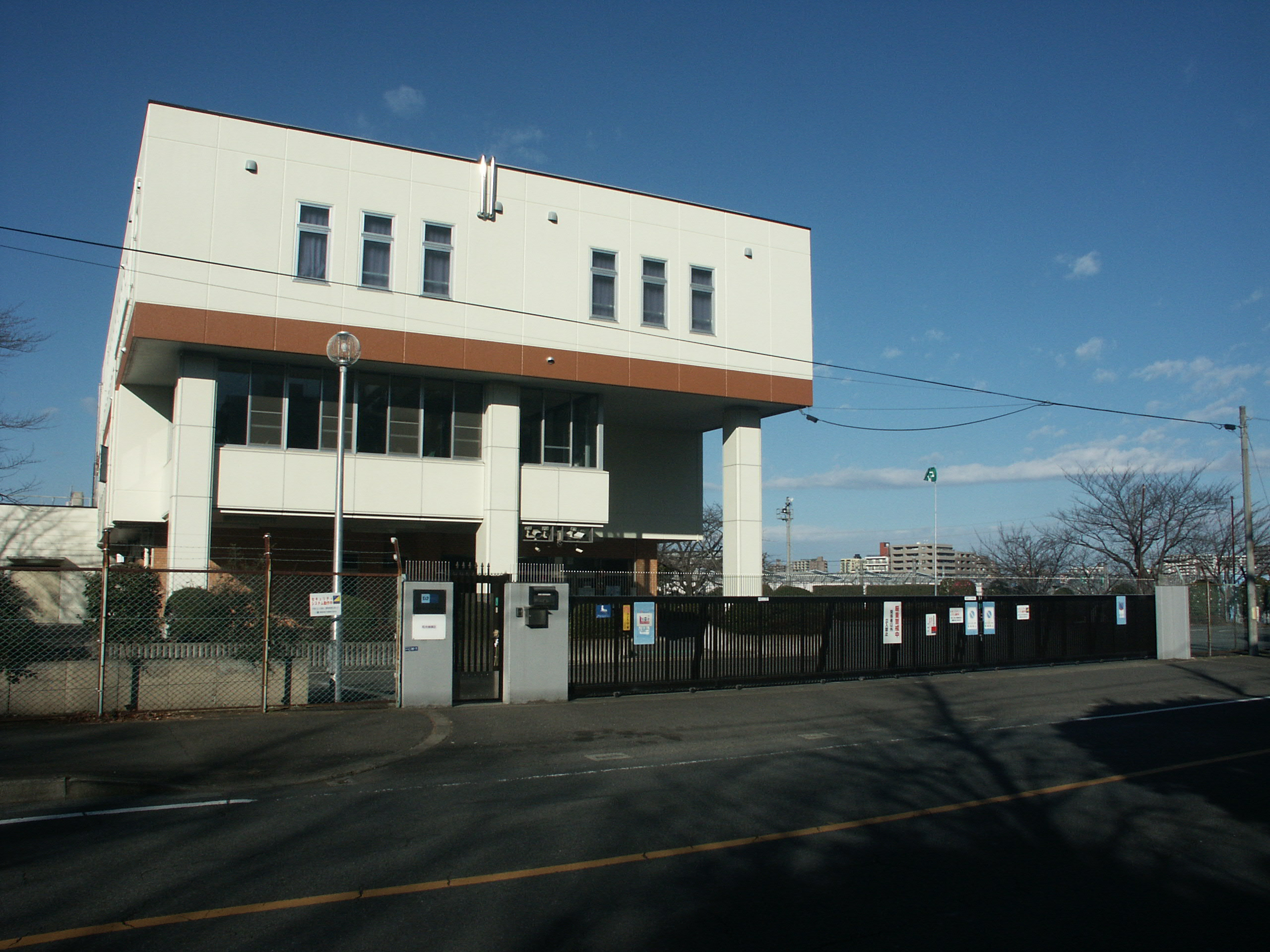
和光検車区入口付近

1987年（昭和62年）に有楽町線の営団成増駅（現・地下鉄成増駅）- 和光市駅間開業に伴い、飯田橋駅 - 市ケ谷駅間に設置されていた飯田橋検車区の検車区機能を移転し、和光検車区が発足した。
2009年（平成21年）4月には新木場検車区が組織統合され、同車庫は和光検車区新木場分室となった。
有楽町線が最初に計画された1968年（昭和43年）時点では、有楽町線は成増 - 池袋 - 明石町方面（現・新富町）であり、車両基地は成増付近に計画されていた。しかし、既に周辺は住宅地として開発されており、用地取得は難航することが予想されたため、和光市駅 - 朝霞駅間に位置した東武鉄道所有の未開発地と米軍が接収中の新倉倉庫（土地の所有者は中央工業）の土地を取得したものである。中央工業からの買収面積は約6万238m2、買収金額は約13億4,000万円、東武鉄道からの買収面積は約7万551m2、買収金額は約17億5,000万円である。
主な担当業務は列車検査・月検査や車輪転削、車両清掃や営業線対応（車両故障対応）である。列車検査は本区で1日約2編成を実施しているほか、新木場分室でも1日2本実施している。月検査は1日1本程度実施しており、1か月20本程度が実施される。車輪転削は1日8軸程度（2両分）施工している。
有楽町・副都心線車両のほかに、車両転削の都合で千代田線・南北線車両を担当することがある。ほかに有楽町線には新木場分室があるが、所属車両はすべて本検車区である。
- 敷地面積：118,575m2（ただし、130,000m2となっている場合もある[6][8]）
- 車両留置能力：10両編成35本・350両（2009年現在）
  - 計画当初は390両収容で、和光検車区発足当初は210両収容であった[3]。

和光検車区の建設に要した費用は、総額305億1,100万円である。内訳は、土木関係費が26億3,900万円、用地関係費が32億4,100万円、電気関係費が12億1,800万円、その他費用が61億7,900万円となっている。

## 沿革
- 1966年（昭和44年）1月 - 東武鉄道と中央工業と和光検車区用地買収の折衝を開始[6]。取得まで3年の期間を要した[6]。
- 1980年（昭和55年）4月7日 - 和光検車区の土木工事を開始[10]。
- 1987年（昭和62年）
  - 6月15日 - 和光検車区準備事務所発足[3]。
  - 8月12日 - 和光市延伸開業を前にして和光検車区が発足し、検車業務を開始[3]。
- 1993年（平成5年）8月26日 - 同年10月4日まで有楽町線新線開業に伴い、留置線を2線増線（18・19番線）[11]。
- 2005年（平成17年）9月25日 - 翌2006年9月29日まで副都心線開業用の車両増備に備え、留置線を13線増線（1 - 8・15 - 17・34・35番線）[11]。
- 2009年（平成21年）4月1日 - 新木場検車区を統合し、同区は和光検車区新木場分室となる[5]。

## 車両基地設備
- 1987年発足当時には以下のとおり建設した[3]。
  - 月検査庫　10両×2線
  - 修繕庫　10両×1線
  - 列車検査庫　10両×3線
  - 転削庫　1線
  - 車両洗浄台　10両×3線
  - 車両洗浄機　1基
  - 引上線　10両×4線
  - 留置線　10両×10線[12]

- 建設当時の最終的な計画は以下のとおり[3]。
  - 月検査庫　10両×2線
  - 修繕庫　10両×1線
  - 列車検査庫　10両×3線
  - 転削庫　1線
  - 車両洗浄台　10両×3線
  - 車両洗浄機　2基
  - 引上線　10両×4線
  - 留置線　10両×38線

現状は上記に近いのもので、車両洗浄機は1基、引上線は3線、留置線は25線である。このほか、機材線（保線車両留置）がある。

### 拡張工事について
- 前述したが、発足当時は収容数210両であったが、将来的には390両収容まで計画していた。その後、車両増備によって2度拡張工事を施工している。
- 第2期拡張工事の施工された現在は収容数350両となっているが、残り計画は50両分となっている[11]。
  - 1度目は有楽町線新線開業時（新線池袋駅開業時）の車両増備で、1993年（平成5年）8月から10月にかけて留置線2本（18・19番線）を増設した[11]。
  - 2度目は副都心線開業に伴う大幅な車両増備で、2005年（平成17年）9月から翌2006年（平成18年）9月まで13線（1 - 8・15 - 17、34・35番線）を増設した[11]。この増設工事に用意した軌道資材のうち、およそ半分は東西線の60kgレール化で、不要となった50kgNレールや枕木・バラストなどを再利用している[11] 。この増線工事で留置線は25線へと増線された[11]。

## 配置車両
- 10000系：360両（10両編成36本）
  - 07系を捻出する形で、2006年9月までに40両（10101 - 10104編成）が新製配置された。その後、2007年から2009年にかけて10105編成以降が増備された。この中には、未更新の7000系置換え用が存在している。
- 17000系：180両（10両編成6本、8両編成15本）
  - 老朽化した7000系を置き換える形で製造された。

### 過去の配置車両
- 07系：60両（07-101 - 07-106編成）
  - 副都心線のホームドアに対応できない関係で、全車両が東西線へ転出した。
- 7000系：340両（7101 - 7134編成）
  - 前述の10000系と17000系投入で置換えられた。このうち、未更新だった7121F - 7126Fが廃車。7127F - 7134Fと他の一部編成は8両化とともに車体＋VVVF更新を行ったが17000系の投入ですべて廃車されている。